# Racing Athlétic Club de Casablanca
El Racing Athlétic Club de Casablanca (àrab: النهضة الرياضية البيضاوية, an-Nahḍa ar-Riyāḍiyya al-Bayḍāwiyya) és un club de futbol marroquí de la ciutat de Casablanca.

## Història
El club va ser fundat el 1917 amb el nom de Racing Athlétic Club. L'any 1969 canvià el nom pel d'Association des Douanes Marocains (ADM). Als anys 80 recuperà el seu nom original.

## Palmarès
- Lliga marroquina de futbol:[1]
  - 1945, 1954, 1972
- Copa marroquina de futbol:[2]
  - 1968, 1972
- Segona divisió marroquina de futbol:
  - 2000